# Cachenos
Cachenos (en gallego y oficialmente, Os Cachenos) es una aldea española, actualmente despoblada, que forma parte de la parroquia de Cervás, del municipio de Ares, en la provincia de La Coruña.